# Nederlands kampioenschap volleybal
Onderstaande lijsten geeft een overzicht van de kampioenen bij de mannen en vrouwen om het Nederlands kampioenschap volleybal zoals door de Nederlandse Volleybal Bond (Nevobo) in de hoogste volleybaldivisie wordt georganiseerd.
Het seizoen 2019/20 werd voortijdig gestopt in verband met de nasleep van de uitbraak van het coronavirus in Wuhan. In beide competities werd geen kampioen aangewezen.

## Mannen

### Clubs
| LK | Club                                                               | in                                                                                     |
| -- | ------------------------------------------------------------------ | -------------------------------------------------------------------------------------- |
| 15 | Dynamo Apeldoorn Draisma/Dynamo                                    | 1991, 1993, 1994, 1995, 1996, 1997, 1999, 2001, 2003, 2007,2008, 2010 2021, 2022, 2023 |
| 10 | RVC Rijswijk                                                       | 1949, 1950, 1951, 1952, 1953, 1954, 1955, 1956, 1957, 1958                             |
| 10 | AMVJ                                                               | 1948, 1963, 1969, 1970, 1971, 1972, 1973, 1980, 1989, 2002                             |
| 08 | Blokkeer/DES Rijswijk Blokkeer Rijswijk Starlift/Blokkeer Rijswijk | 1965 1966, 1967, 1968 1974, 1976, 1977, 1978                                           |
| 08 | ZVC Zevenhuizen VC Nesselande Rivium Rotterdam                     | 1990, 1992 1998, 2004, 2005, 2006, 2009 2011                                           |
| 05 | Martinus Amstelveen                                                | 1984, 1985, 1986, 1987, 1988                                                           |
| 04 | Gaggenau/Corbulo Starlift/Corbulo                                  | 1975 1979, 1982, 1983                                                                  |
| 04 | Langhenkel Volley Achterhoek Orion Active Living Orion Orion Stars | 2012 2019 2024 2025                                                                    |
| 03 | Landstede Volleybal/VCZ                                            | 2013, 2014, 2015                                                                       |
| 03 | Abiant/Lycurgus                                                    | 2016, 2017, 2018                                                                       |
| 02 | REVA Amsterdam                                                     | 1960, 1962                                                                             |
| 01 | VVC Vught                                                          | 1981                                                                                   |
| 01 | Vrevok Nieuwegein                                                  | 2000                                                                                   |

## Vrouwen

### Lijst van kampioenen
Vanaf het seizoen 1966/67 betreft het de kampioen van de hoogste landelijke divisie, van 1949-1966 was het de winnaar van de strijd tussen de districtskampioenen.

### Clubs
| LK | Club                                                                  | in                                                                       |
| -- | --------------------------------------------------------------------- | ------------------------------------------------------------------------ |
| 13 | Tromp/Olympus Sneek Avéro/Olympus Sneek Avéro/OS VC Sneek Friso Sneek | 1985, 1986 1987 1988, 1989, 1990, 1991, 1992 2015, 2016 2023, 2024, 2025 |
| 09 | Celebes Den Haag                                                      | 1949, 1955, 1956, 1958, 1959, 1964, 1965, 1966, 1967                     |
| 08 | VC Bekkerveld Van Houten/VCH                                          | 1970, 1971, 1973 1974, 1975, 1976, 1977, 1978                            |
| 08 | VC Boemerang Amsterdam                                                | 1951, 1952, 1953, 1954, 1957, 1961, 1962, 1963                           |
| 07 | Sliedrecht Sport                                                      | 2012, 2013, 2017, 2018, 2019, 2021, 2022                                 |
| 05 | FBTO/DVC                                                              | 1979, 1980, 1981, 1982, 1983                                             |
| 05 | Arke/Pollux                                                           | 1998, 1999, 2001, 2002, 2003                                             |
| 04 | DELA Martinus                                                         | 2006, 2007, 2008, 2009                                                   |
| 03 | VVC Vught Bonduelle/VVC                                               | 1993 1996, 1997                                                          |
| 02 | Haag '68 Detry/Haag '68                                               | 1969 1972                                                                |
| 02 | AMVJ Link/AMVJ                                                        | 1948 1995                                                                |
| 02 | Longa'59                                                              | 2004, 2005                                                               |
| 02 | VC Weert PND/VC Weert                                                 | 2000 2011                                                                |
| 01 | SOS Utrecht                                                           | 1950                                                                     |
| 01 | RVC Rijswijk                                                          | 1960                                                                     |
| 01 | Valbovol Woerden                                                      | 1968                                                                     |
| 01 | Ubbink/Orion Doetinchem                                               | 1984                                                                     |
| 01 | Volco Ommen                                                           | 1994                                                                     |
| 01 | TVC Amstelveen                                                        | 2010                                                                     |
| 01 | Alterno                                                               | 2014                                                                     |

Nationaal herenteam · Nationaal damesteam · Eredivisie · Topdivisie · Lijst van Nederlandse landskampioenen volleybal · Beker van Nederland